# Acanthurus lineatus

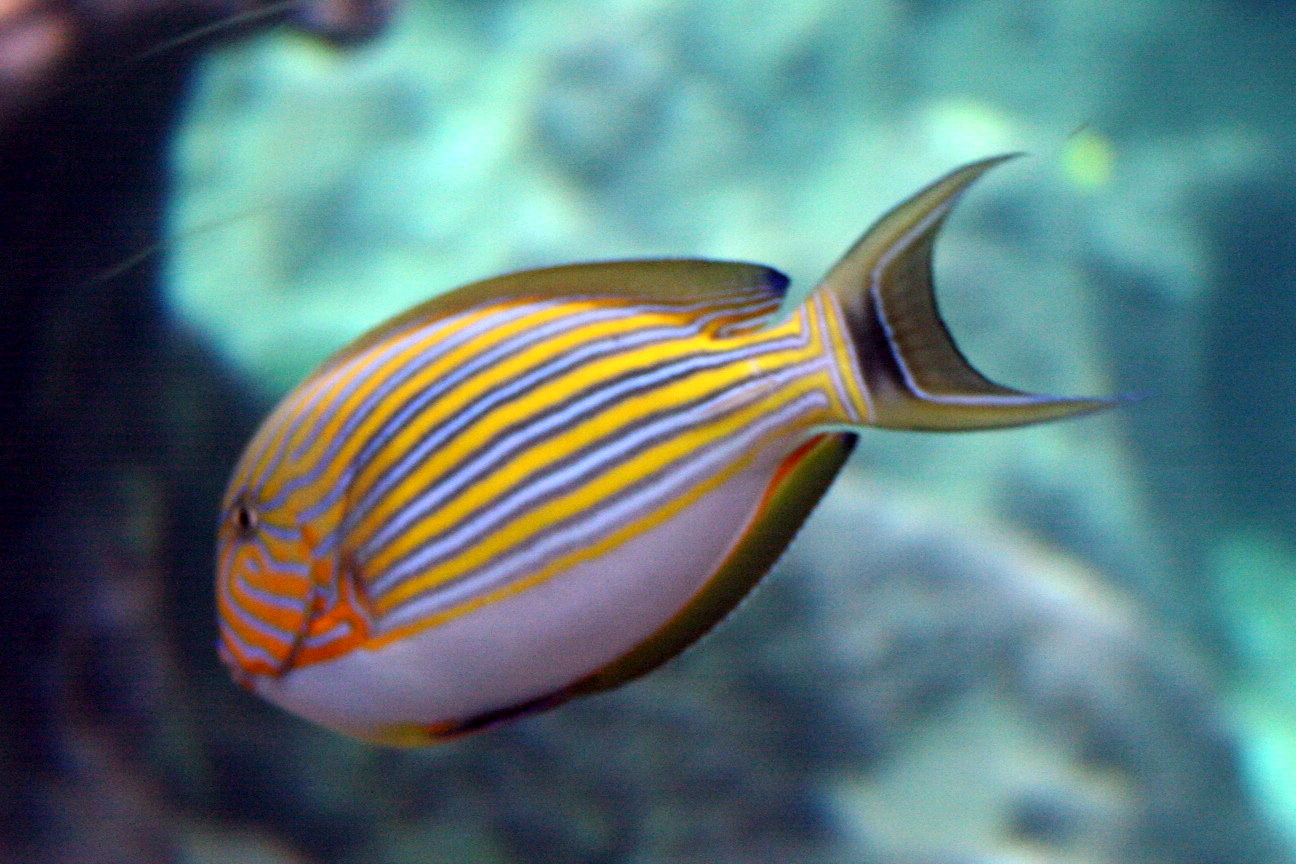

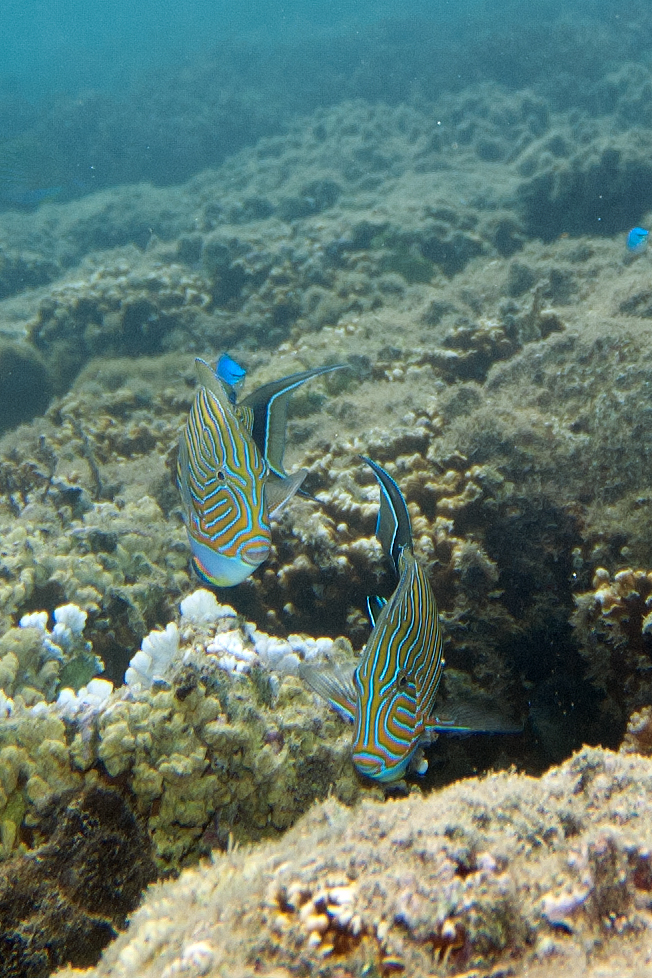

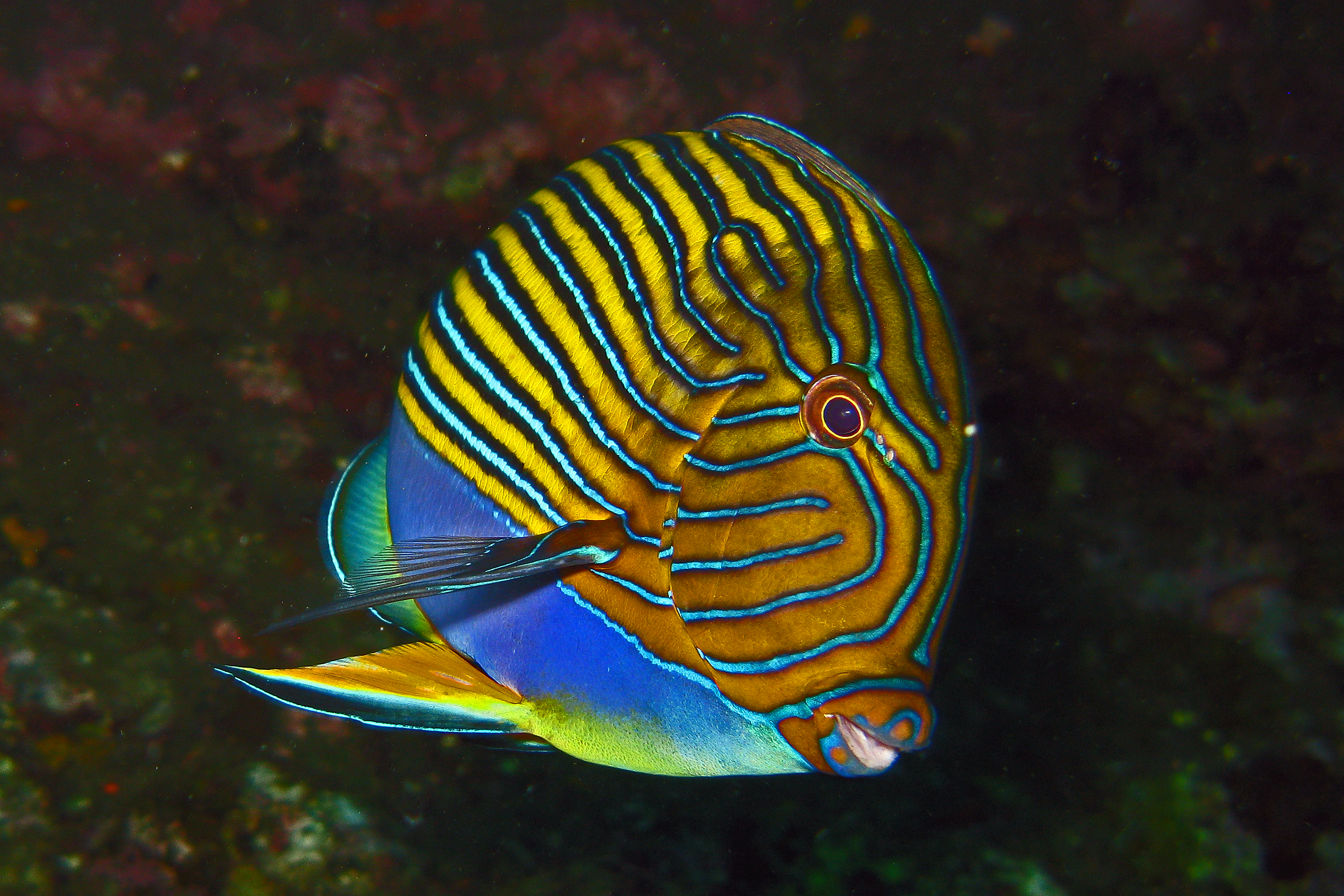

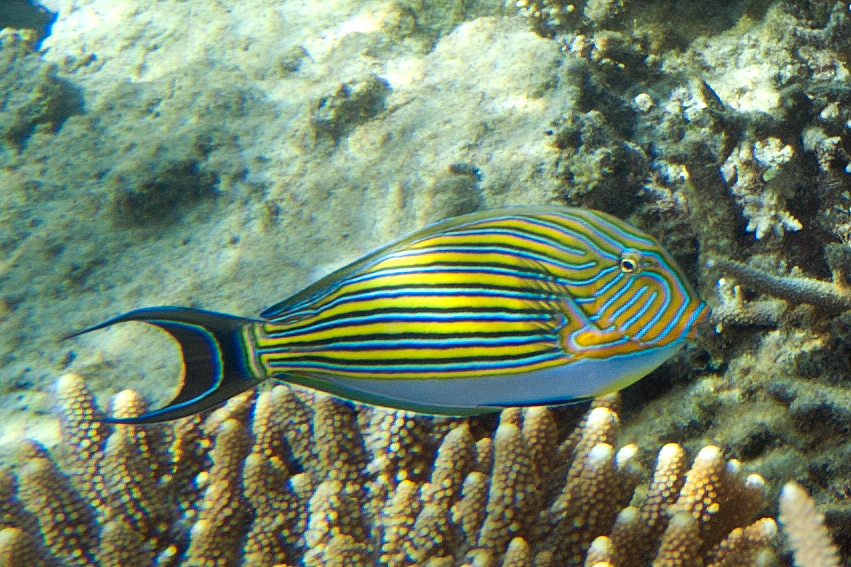

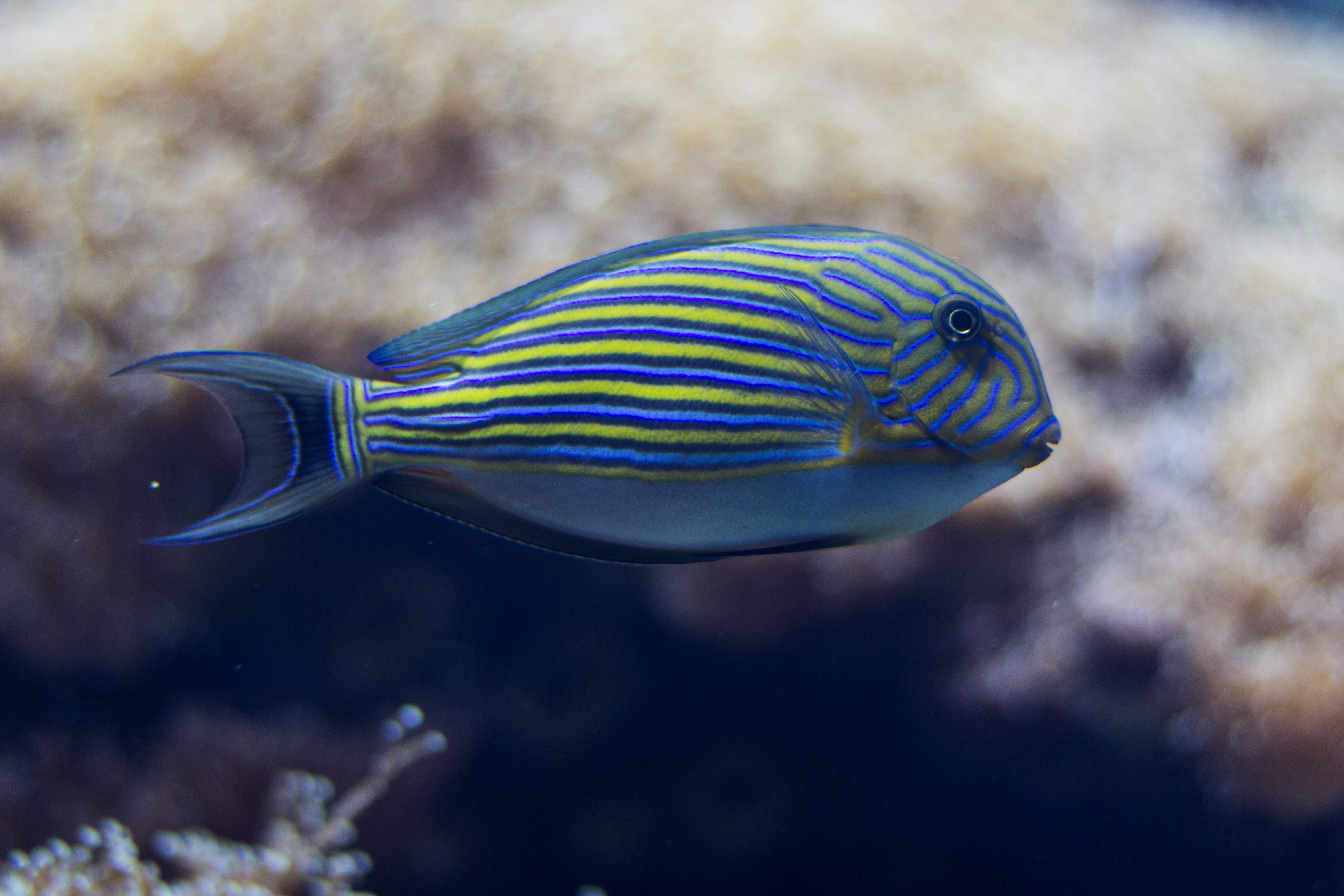

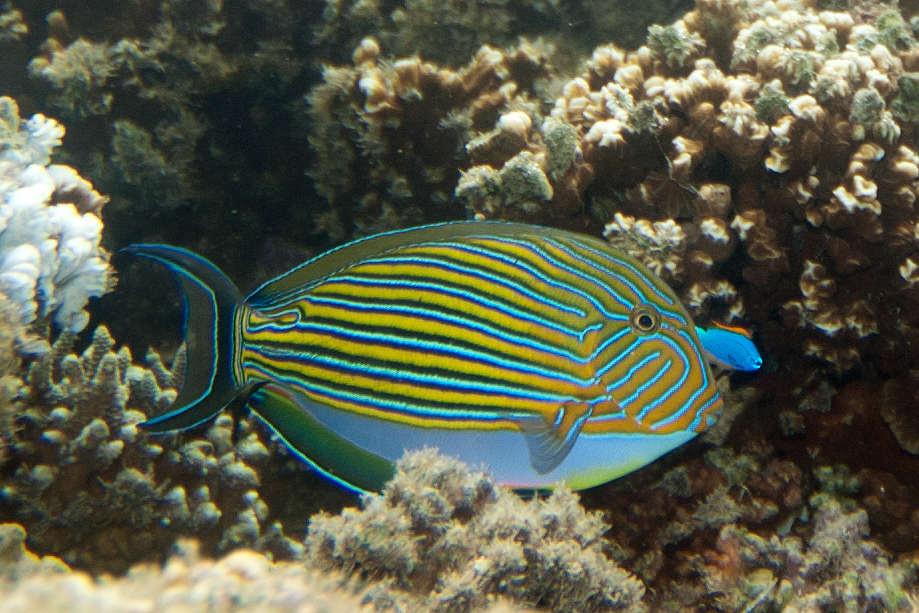

Acanthurus lineatus es un pez cirujano, de la familia Acanthuridae.
Sus nombres comunes en español son cajeta moteada y navajón cebra.

## Descripción
Posee la morfología típica de su familia, cuerpo comprimido lateralmente y ovalado. La boca es pequeña, protráctil y situada en la parte inferior de la cabeza. El hocico es grande. Tiene 9 espinas y 27 a 30 radios blandos dorsales; 3 espinas y entre 25 y 28 radios blandos anales; 16 radios pectorales; 14 a 16 branquiespinas anteriores y 13 a 15 branquiespinas posteriores. Un ejemplar de 107 mm tiene 12 dientes en la mandíbula superior y 14 en la inferior, con 180 mm de largo tiene 13 en la superior y 15 en la inferior.
Como todos los peces cirujano, de ahí les viene el nombre común, tiene 2 espinas extraíbles en el pedúnculo caudal, que las usan para defenderse o dominar. En su caso, junto al de A. sohal, son más largas, más agudas, y sin apenas funda, que las del resto de especies del género.

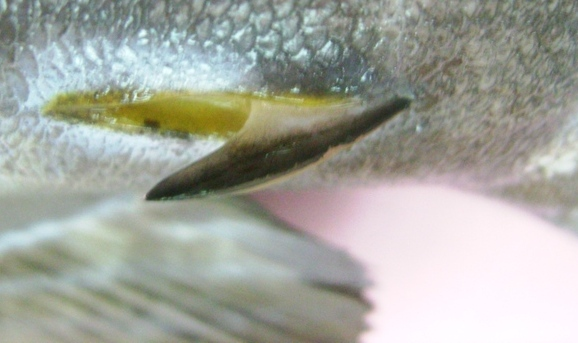
Espina del pedúnculo caudal
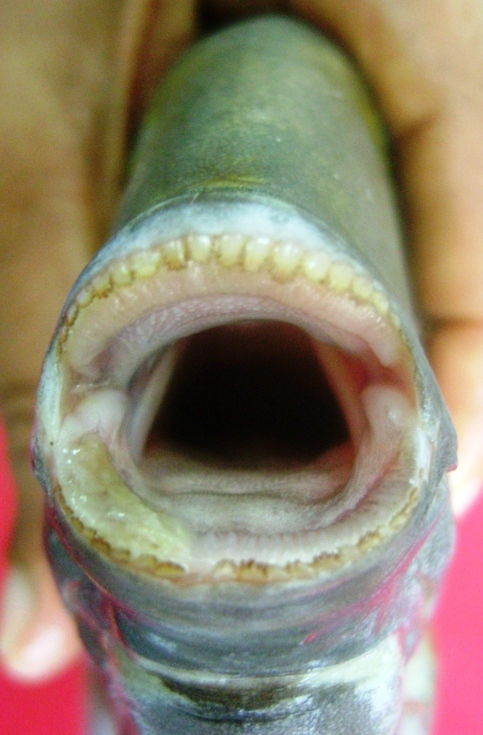
Detalle de dentadura herbívora de la especie emparentada Acanthurus xanthopterus

El color base de los dos tercios superiores del cuerpo es amarillo, y está atravesado horizontalmente por 10 líneas azules, bordeadas en negro, que recorren cuerpo y cabeza. El tercio inferior es gris azulado. EL color base de la cabeza es amarillo-anaranjado. Las aletas dorsal y anal tienen el margen exterior ribeteado en azul claro. Las aletas pélvicas son amarillo-anaranjado, con el margen exterior en negro. La aleta caudal es negra, con una luna perfilada en azul claro, que bordea el margen interior.
Alcanza los 38 cm de largo, aunque su tamaño más común es de 25 cm. La especie genera individuos territoriales y no territoriales, siendo estos últimos de mayor tamaño. Su mayor longevidad reportada es de 43 años, en un ejemplar de Moorea, en Polinesia.

## Hábitat y distribución
Es una especie bentopelágica y territorial, que frecuenta zonas de oleaje en arrecifes expuestos hacia mar adentro. El macho mayor controla territorios bien definidos para alimentarse y harenes de hembras. Los adultos forman "escuelas" normalmente y los juveniles son reservados y solitarios, habitando zonas superficiales. Los A. lineatus están casi continuamente en movimiento.
Su rango de profundidad es entre 0 y 15 m, más usual entre 1 y 3.
Se distribuye por los océanos Índico y el Pacífico. Es especie nativa de : Australia; Bangladés; Birmania; Brunéi Darussalam; Cocos; Comoros; Islas Cook; Filipinas; Fiyi; Guam; India (Andaman Is., Nicobar Is.); Indonesia; Japón; Kenia; Kiribati; Madagascar; Malasia; Maldivas; Islas Marshall; isla Mauricio; Mayotte; Micronesia; Mozambique; Nauru; Isla Navidad; Nueva Caledonia; Niue; islas Marianas del Norte; Palaos; Papúa Nueva Guinea; Polinesia; isla Reunión; Samoa; Seychelles; Singapur; Islas Salomón; Somalia; Isla Spratly; Sudáfrica; Sri Lanka; Taiwán; Tanzania; Tailandia; Timor-Leste; Tokelau; Tonga; Tuvalu; Vanuatu; Vietnam; Wallis y Futuna, y Yemen.

## Alimentación
Principalmente de algas filamentosas, algas rojas y pequeños crustáceos. Al ser una especie territorial que defiende agresivamente su territorio, se asegura la suficiente cantidad de algas para su alimentación.

## Reproducción
No presentan dimorfismo sexual aparente. Son ovíparos y de fertilización externa. No cuidan a sus crías. Formas agregaciones para desovar, pero también desovan en parejas.
Los huevos son pelágicos, de 1 mm de diámetro, y contienen una gotita de aceite para facilitar la flotación. En 24 horas, los huevos eclosionan larvas pelágicas translúcidas, llamadas Acronurus. Son plateadas, comprimidas lateralmente, con la cabeza en forma de triángulo, grandes ojos y prominentes aletas pectorales. Tienen una fase larval larga, en comparación con sus especies emparentadas. Cuando alcanzan entre 27 a 32,5 mm de largo, se produce la metamorfosis del estado larval al juvenil. Al hacerlo, mutan su color plateado a la coloración juvenil, en la que tienen las aletas pélvicas, caudal, dorsal y anal en color rojo vivo, especialmente la parte posterior de las dos últimas, y las formas de su perfil se redondean.

## Cautividad
Es una especie difícil de mantener en cautividad y agresiva con otros peces, especialmente de su familia y/o coloración similar. En condiciones naturales vive en grupos más o menos grandes, pero en cautividad puede volverse agresivo, aunque esta actitud suele atenuarse al cabo del tiempo. Es buen nadador y requiere, por lo tanto, un acuario espacioso.
La iluminación deberá ser necesariamente intensa para que pueda desarrollarse la colonia de algas suficiente de la que se alimenta. Además requiere mantener un buen número de roca viva entre la decoración del acuario con suficientes escondrijos.
Al igual que el resto de especies de cirujanos, son muy sensibles a determinadas enfermedades relacionadas con la piel. Es recomendable la utilización de esterilizadores ultravioleta para la eliminación de las plagas patógenas.
Aunque es herbívoro, acepta tanto artemia y mysis congelados, como alimentos disecados. No obstante, una adecuada alimentación debe garantizar el aporte diario de vegetales, sean naturales o liofilizados, alga nori, espirulina, etc.
En acuario requiere una temperatura del agua de 26-28 °C, una densidad de 1022 y pH 8-8,1.